# Jill Schoelen
Jill Marie Schoelen (nascuda el 21 de març de 1963) és una antiga actriu estatunidenca. És coneguda pels seus papers a Chiller (1985), The Stepfather (1987), Cutting Class (1989), The Phantom of the Opera (1989), Popcorn (1991), Rich Girl (1991), and When a Stranger Calls Back (1993). Per les seves nombroses aparicions a la pel·lícula de terror, és àmpliament considerada com una scream queen.

## Carrera
El debut teatral de Schoelen va ser al pilot de televisió de 1981 The Best of Times, protagonitzat per Crispin Glover i Nicolas Cage. Schoelen va protagonitzar pel·lícules com D.C. Cab (1983), Chiller (1985), Ara és diferent (1985), Babes in Toyland (1986), The Stepfather (1987), Billionaire Boys Club (1987 TV miniseries), Cutting Class (1989), The Phantom of the Opera (1989), Popcorn (1991), When a Stranger Calls Back (1993), i There Goes My Baby (1994).
Va aparèixer en episodis de T. J. Hooker, Little House on the Prairie, S'ha escrit un crim, Diagnosis: Murder, Sara, Hell Town, i The Heights (1992) d'Aaron Spelling. El 1988, Sean Penn la va seleccionar en la seva obra de teatre The Kindness of Women, escrita i dirigida per ell. Schoelen i Penn van tornar a treballar junts a l'escenari, protagonitzant Hurlyburly de David Rabe (1988/1989), a una producció que també va dirigir David Rabe.
El 2009, va llançar el seu àlbum debut, Kelly's Smile, un àlbum de jazz que es compon de cançons relacionades amb la seva amiga de la infància, Kelly Troup, que va créixer al carrer de davant del de Schoelen.

## Vida personal
Schoelen va néixer a Burbank, Califòrnia. Va sortir amb Keanu Reeves durant el temps que van protagonitzar Babes in Toyland (1986). Va estar compromesa amb Brad Pitt durant tres mesos el 1989. El 1993, Schoelen es va casar amb el compositor de cinema Anthony Marinelli, i poc després es va retirar de la seva carrera d'actriu ser una mare que es queda a casa. Schoelen i Marinelli tenen dos fills.

## Filmografia

### Pel·lícules
| Any  | Pel·lícula               | Paper          | Director         | Notes        |
| ---- | ------------------------ | -------------- | ---------------- | ------------ |
| 1983 | D.C. Cab                 | Claudette      | Joel Schumacher  |              |
| 1984 | Hot Moves                | Julie Ann      | Jim Sotos        |              |
| 1985 | Thunder Alley            | Beth           | J.S. Cardone     |              |
| 1985 | Ara és diferent          | Angela Shepard | Christopher Cain |              |
| 1987 | The Stepfather           | Stephanie      | Joseph Ruben     |              |
| 1989 | Curse II: The Bite       | Lisa Snipes    | Fred Goodwin     |              |
| 1989 | Cutting Class            | Paula Carson   | Rospo Pallenberg |              |
| 1989 | The Phantom of the Opera | Christine Day  | Dwight H. Little |              |
| 1991 | Popcorn                  | Maggie         | Mark Herrier     |              |
| 1991 | Rich Girl                | Courtney       | Joel Bender      |              |
| 1992 | Adventures in Spying     | Julie Converse | Hil Covington    |              |
| 1992 | State of Mind            | Wishman        | Reginald Adamson |              |
| 1994 | There Goes My Baby       | Babette        | Floyd Mutrux     |              |
| 1996 | Not Again!               | Jenny          | Fred Kennamer    |              |
| 2004 | She Kept Silent          | Yalena         | Svetlana Cvetko  | Curtmetratge |

### TV
| Any  | Títol                                             | Paper                      | Notes                               |
| ---- | ------------------------------------------------- | -------------------------- | ----------------------------------- |
| 1981 | The Best of Times                                 | Jill                       | Pilot de televisió                  |
| 1982 | Little House on the Prairie                       | Jane Canfield              | 9.10 "Love"                         |
| 1983 | Great Day                                         | Carla Simpson              | Telefilm                            |
| 1983 | T.J. Hooker                                       | Kelly Hobbs                | 2.17 "Sweet Sixteen and Dead"       |
| 1983 | Happy Endings                                     | Anne Marie Bartlett        | Telefilm                            |
| 1985 | Sara                                              | Emily                      | 1.11 "Girls Just Want to Have Fun"  |
| 1985 | Chiller                                           | Stacey                     | Telefilm                            |
| 1985 | Hell Town                                         | Shelley                    | 1.2 "The People vs. Willy the Goat" |
| 1986 | Shattered Spirits                                 | Allison                    | Telefilm                            |
| 1986 | Babes in Toyland                                  | Mary Piper / Mary Contrary | Telefilm                            |
| 1987 | Billionaire Boys Club                             | Amy Whitehall              | Telefilm                            |
| 1988 | CBS Schoolbreak Special                           | Amy Fletcher               | 6.2. "Gambler"                      |
| 1989 | Murder, She Wrote                                 | Flora Gerakaris            | 5.16 "Truck Stop"                   |
| 1992 | The Heights                                       | Betty B.                   | 1.6 "Fear of Heights"               |
| 1993 | When a Stranger Calls Back                        | Julia Jenz                 | Telefilm                            |
| 1993 | Triumph Over Disaster: The Hurricane Andrew Story | Ruth Henderson             | Telefilm                            |
| 1994 | Diagnosis: Murder                                 | Becky Garfield             | 1.17 "Shaker"                       |

## Premis
Premi al a millor actriu al XX Festival Internacional de Cinema Fantàstic de Sitges pel seu paper a The Stepfather.